# Women's Herald Sun Tour 2020
La 3e édition du Women's Herald Sun Tour a lieu du 5 février 2020 au 6 février 2020, en Australie. La course fait partie du calendrier UCI féminin en catégorie 2.1. 
Arlenis Sierra gagne la première étape au sprint. La deuxième étape escalade un long col. Ella Harris s'impose, mais c'est Lucy Kennedy qui remporte le classement général devant Jaime Gunning qui est également meilleure jeune. Arlenis Sierra complète le podium. Elle gagne aussi le classement par points. Ella Harris est logiquement la meilleure grimpeuse.

## Équipes
| UCI Women's WorldTeams (2)- Mitchelton-Scott - Alé BTC Ljubljana Équipes féminines continentales (5)- Tibco-Silicon Valley Bank - Astana Women's - Rally - Agolico - RoxSolt Attaquer Équipes nationales (2)- Australie - Nouvelle-Zélande Équipe féminines amateur (6)- Specialized Women's Racing - Stepfwd it Suzuki - Sydney Uni-Staminade - ARA-Pro Racing Sunshine Coast - Veris Racing Women's Team - Velo Project Women's Cycling Team |
| |

## Étapes
| Étape     | Date   | Villes étapes             | type              | Distance (km) | Vainqueur d'étape | Leader du classement général |
| --------- | ------ | ------------------------- | ----------------- | ------------- | ----------------- | ---------------------------- |
| 1re étape | 5 fév. | Shepparton – Shepparton   | étape de plaine   | 94            | Arlenis Sierra    | Arlenis Sierra               |
| 2e étape  | 6 fév. | Falls Creek – Falls Creek | étape de montagne | 45,2          | Ella Harris       | Lucy Kennedy                 |

## Déroulement de la course

### 1reétape
Au kilomètre quarante, la formation Tibco-SVB accélère et provoque une bordure. Le peloton se scinde définitivement en deux. À dix-neuf kilomètres de l'arrivée, le sprint intermédiaire est remporté par Peta Mullens. Au sprint, Arlenis Sierra s'impose et s'empare du maillot jaune.
| \| Classement de l'étape \| Classement de l'étape \| Classement de l'étape \| Classement de l'étape \| Classement de l'étape \| \| Coureuse \| Coureuse \| Pays \| Équipe \| Temps \| \| --------------------- \| --------------------- \| --------------------- \| ----------------------------- \| --------------------- \| \| 1re \| Arlenis Sierra \| Cuba \| Astana Women's Team \| 2 h 15 min 56 s \| \| 2e \| Anna Trevisi \| Italie \| Alé BTC Ljubljana \| + 0 s \| \| 3e \| Ruby Roseman-Gannon \| Australie \| ARA-Pro Racing Sunshine Coast \| + 0 s \| \| 4e \| Nina Kessler \| Pays-Bas \| Tibco-Silicon Valley Bank \| + 0 s \| \| 5e \| Jessica Roberts \| Royaume-Uni \| Mitchelton-Scott \| + 0 s \| \| 6e \| Jaime Gunning \| Australie \| Specialized women's racing \| + 0 s \| \| 7e \| Denisse Ahumada \| Chili \| Agolico \| + 0 s \| \| 8e \| Josie Talbot \| Australie \| Cronos-Casa Dorada \| + 0 s \| \| 9e \| Peta Mullens \| Australie \| RoxSolt Attaquer \| + 0 s \| \| 10e \| Matilda Raynolds \| Australie \| Specialized women's racing \| + 0 s \| |                     |             |                               |                 |
| |                     |             |                               |                 |
| |                     |             |                               |                 |
| Classement de l'étape |                     |             |                               |                 |
| Coureuse | Coureuse            | Pays        | Équipe                        | Temps           |
| 1re | Arlenis Sierra      | Cuba        | Astana Women's Team           | 2 h 15 min 56 s |
| 2e | Anna Trevisi        | Italie      | Alé BTC Ljubljana             | + 0 s           |
| 3e | Ruby Roseman-Gannon | Australie   | ARA-Pro Racing Sunshine Coast | + 0 s           |
| 4e | Nina Kessler        | Pays-Bas    | Tibco-Silicon Valley Bank     | + 0 s           |
| 5e | Jessica Roberts     | Royaume-Uni | Mitchelton-Scott              | + 0 s           |
| 6e | Jaime Gunning       | Australie   | Specialized women's racing    | + 0 s           |
| 7e | Denisse Ahumada     | Chili       | Agolico                       | + 0 s           |
| 8e | Josie Talbot        | Australie   | Cronos-Casa Dorada            | + 0 s           |
| 9e | Peta Mullens        | Australie   | RoxSolt Attaquer              | + 0 s           |
| 10e | Matilda Raynolds    | Australie   | Specialized women's racing    | + 0 s           |

| \| Classement général \| Classement général \| Classement général \| Classement général \| Classement général \| \| Coureuse \| Coureuse \| Pays \| Équipe \| Temps \| \| ------------------ \| ------------------- \| ------------------ \| ----------------------------- \| ------------------ \| \| 1re \| Arlenis Sierra \| Cuba \| Astana Women's Team \| 2 h 15 min 46 s \| \| 2e \| Anna Trevisi \| Italie \| Alé BTC Ljubljana \| + 4 s \| \| 3e \| Ruby Roseman-Gannon \| Australie \| ARA-Pro Racing Sunshine Coast \| + 6 s \| \| 4e \| Lauren Stephens \| États-Unis \| Tibco-Silicon Valley Bank \| + 6 s \| \| 5e \| Peta Mullens \| Australie \| RoxSolt Attaquer \| + 7 s \| \| 6e \| Matilda Raynolds \| Australie \| Specialized women's racing \| + 9 s \| \| 7e \| Anastasia Chursina \| Russie \| Alé BTC Ljubljana \| + 9 s \| \| 8e \| Nina Kessler \| Pays-Bas \| Tibco-Silicon Valley Bank \| + 10 s \| \| 9e \| Jessica Roberts \| Royaume-Uni \| Mitchelton-Scott \| + 10 s \| \| 10e \| Jaime Gunning \| Australie \| Specialized women's racing \| + 10 s \| |                     |             |                               |                 |
| |                     |             |                               |                 |
| |                     |             |                               |                 |
| Classement général |                     |             |                               |                 |
| Coureuse | Coureuse            | Pays        | Équipe                        | Temps           |
| 1re | Arlenis Sierra      | Cuba        | Astana Women's Team           | 2 h 15 min 46 s |
| 2e | Anna Trevisi        | Italie      | Alé BTC Ljubljana             | + 4 s           |
| 3e | Ruby Roseman-Gannon | Australie   | ARA-Pro Racing Sunshine Coast | + 6 s           |
| 4e | Lauren Stephens     | États-Unis  | Tibco-Silicon Valley Bank     | + 6 s           |
| 5e | Peta Mullens        | Australie   | RoxSolt Attaquer              | + 7 s           |
| 6e | Matilda Raynolds    | Australie   | Specialized women's racing    | + 9 s           |
| 7e | Anastasia Chursina  | Russie      | Alé BTC Ljubljana             | + 9 s           |
| 8e | Nina Kessler        | Pays-Bas    | Tibco-Silicon Valley Bank     | + 10 s          |
| 9e | Jessica Roberts     | Royaume-Uni | Mitchelton-Scott              | + 10 s          |
| 10e | Jaime Gunning       | Australie   | Specialized women's racing    | + 10 s          |

### 2eétape
L'étape est raccourcie à cause de la météo, la partie en descente étant supprimée du parcours. Alexandra Martin-Wallace gagne le sprint intermédiaire. Kate Perry attaque ensuite et obtient une avance de quarante-cinq secondes. Elle est reprise à seize kilomètres de l'arrivée.  Bree Wilson  place une attaque à quatorze kilomètres de la ligne. Elle est cependant victime d'un ennui mécanique et est reprise. Lucy Kennedy répète les offensives afin de lâcher Arlenis Sierra, mais n'a tout d'abord pas de succès. À quatre kilomètres du but, elles sont sept en tête : Kennedy, Sierra, Justine Barrow, Sarah Gigante, Anastasia Chursina, Jaime Gunning et Ella Harris. Dans les derniers mètres, Kennedy accélère et est dépassé par Ella Harris. Cela lui permet cependant de s'imposer au classement général.
| \| Classement de l'étape \| Classement de l'étape \| Classement de l'étape \| Classement de l'étape \| Classement de l'étape \| \| Coureuse \| Coureuse \| Pays \| Équipe \| Temps \| \| --------------------- \| --------------------- \| --------------------- \| -------------------------- \| --------------------- \| \| 1re \| Ella Harris \| Nouvelle-Zélande \| Canyon-SRAM Racing \| 1 h 36 min 43 s \| \| 2e \| Sarah Gigante \| Australie \| Tibco-Silicon Valley Bank \| + 0 s \| \| 3e \| Lucy Kennedy \| Australie \| Mitchelton-Scott \| + 3 s \| \| 4e \| Jaime Gunning \| Australie \| Specialized women's racing \| + 11 s \| \| 5e \| Arlenis Sierra \| Cuba \| Astana Women's Team \| + 31 s \| \| 6e \| Justine Barrow \| Australie \| RoxSolt Attaquer \| + 44 s \| \| 7e \| Samara Sheppard \| Nouvelle-Zélande \| \| + 1 min 00 s \| \| 8e \| Andrea Ramírez \| Mexique \| Agolico \| + 1 min 03 s \| \| 9e \| Anastasia Chursina \| Russie \| Alé BTC Ljubljana \| + 1 min 32 s \| \| 10e \| Ariadna Gutiérrez \| Mexique \| Agolico \| + 1 min 32 s \| |                    |                  |                            |                 |
| |                    |                  |                            |                 |
| |                    |                  |                            |                 |
| Classement de l'étape |                    |                  |                            |                 |
| Coureuse | Coureuse           | Pays             | Équipe                     | Temps           |
| 1re | Ella Harris        | Nouvelle-Zélande | Canyon-SRAM Racing         | 1 h 36 min 43 s |
| 2e | Sarah Gigante      | Australie        | Tibco-Silicon Valley Bank  | + 0 s           |
| 3e | Lucy Kennedy       | Australie        | Mitchelton-Scott           | + 3 s           |
| 4e | Jaime Gunning      | Australie        | Specialized women's racing | + 11 s          |
| 5e | Arlenis Sierra     | Cuba             | Astana Women's Team        | + 31 s          |
| 6e | Justine Barrow     | Australie        | RoxSolt Attaquer           | + 44 s          |
| 7e | Samara Sheppard    | Nouvelle-Zélande |                            | + 1 min 00 s    |
| 8e | Andrea Ramírez     | Mexique          | Agolico                    | + 1 min 03 s    |
| 9e | Anastasia Chursina | Russie           | Alé BTC Ljubljana          | + 1 min 32 s    |
| 10e | Ariadna Gutiérrez  | Mexique          | Agolico                    | + 1 min 32 s    |

## Classements finals

### Classement général final
| \| Classement général \| Classement général \| Classement général \| Classement général \| Classement général \| \| Coureuse \| Coureuse \| Pays \| Équipe \| Temps \| \| ------------------ \| ------------------ \| ------------------ \| -------------------------- \| ------------------ \| \| 1re \| Lucy Kennedy \| Australie \| Mitchelton-Scott \| 3 h 52 min 38 s \| \| 2e \| Jaime Gunning \| Australie \| Specialized women's racing \| + 12 s \| \| 3e \| Arlenis Sierra \| Cuba \| Astana Women's Team \| + 22 s \| \| 4e \| Ella Harris \| Nouvelle-Zélande \| Canyon-SRAM Racing \| + 40 s \| \| 5e \| Sarah Gigante \| Australie \| Tibco-Silicon Valley Bank \| + 44 s \| \| 6e \| Andrea Ramírez \| Mexique \| Agolico \| + 1 min 04 s \| \| 7e \| Anastasia Chursina \| Russie \| Alé BTC Ljubljana \| + 1 min 31 s \| \| 8e \| Justine Barrow \| Australie \| RoxSolt Attaquer \| + 1 min 34 s \| \| 9e \| Samara Sheppard \| Nouvelle-Zélande \| \| + 1 min 50 s \| \| 10e \| Ariadna Gutiérrez \| Mexique \| Agolico \| + 2 min 22 s \| |                    |                  |                            |                 |
| |                    |                  |                            |                 |
| |                    |                  |                            |                 |
| Classement général |                    |                  |                            |                 |
| Coureuse | Coureuse           | Pays             | Équipe                     | Temps           |
| 1re | Lucy Kennedy       | Australie        | Mitchelton-Scott           | 3 h 52 min 38 s |
| 2e | Jaime Gunning      | Australie        | Specialized women's racing | + 12 s          |
| 3e | Arlenis Sierra     | Cuba             | Astana Women's Team        | + 22 s          |
| 4e | Ella Harris        | Nouvelle-Zélande | Canyon-SRAM Racing         | + 40 s          |
| 5e | Sarah Gigante      | Australie        | Tibco-Silicon Valley Bank  | + 44 s          |
| 6e | Andrea Ramírez     | Mexique          | Agolico                    | + 1 min 04 s    |
| 7e | Anastasia Chursina | Russie           | Alé BTC Ljubljana          | + 1 min 31 s    |
| 8e | Justine Barrow     | Australie        | RoxSolt Attaquer           | + 1 min 34 s    |
| 9e | Samara Sheppard    | Nouvelle-Zélande |                            | + 1 min 50 s    |
| 10e | Ariadna Gutiérrez  | Mexique          | Agolico                    | + 2 min 22 s    |

### Classements annexes

#### Classement par points
| Classement par points | Classement par points | Classement par points | Classement par points         | Classement par points |
| Coureuse              | Coureuse              | Pays                  | Équipe                        | Points                |
| --------------------- | --------------------- | --------------------- | ----------------------------- | --------------------- |
| 1re                   | Arlenis Sierra        | Cuba                  | Astana Women's Team           | 10 pts                |
| 2e                    | Ella Harris           | Nouvelle-Zélande      | Canyon-SRAM Racing            | 10 pts                |
| 3e                    | Peta Mullens          | Australie             | RoxSolt Attaquer              | 10 pts                |
| 4e                    | Ruby Roseman-Gannon   | Australie             | ARA-Pro Racing Sunshine Coast | 10 pts                |
| 5e                    | Sarah Gigante         | Australie             | Tibco-Silicon Valley Bank     | 8 pts                 |
| 6e                    | Lauren Stephens       | États-Unis            | Tibco-Silicon Valley Bank     | 8 pts                 |
| 7e                    | Kate Perry            | Australie             | Specialized women's racing    | 6 pts                 |
| 8e                    | Ally Wollaston        | Nouvelle-Zélande      |                               | 6 pts                 |
| 9e                    | Lucy Kennedy          | Australie             | Mitchelton-Scott              | 6 pts                 |
| 10e                   | Jaime Gunning         | Australie             | Specialized women's racing    | 4 pts                 |

#### Classement de la montagne
| Classement de la montagne | Classement de la montagne | Classement de la montagne | Classement de la montagne  | Classement de la montagne |
| Coureuse                  | Coureuse                  | Pays                      | Équipe                     | Points                    |
| ------------------------- | ------------------------- | ------------------------- | -------------------------- | ------------------------- |
| 1re                       | Ella Harris               | Nouvelle-Zélande          | Canyon-SRAM Racing         | 24 pts                    |
| 2e                        | Sarah Gigante             | Australie                 | Tibco-Silicon Valley Bank  | 16 pts                    |
| 3e                        | Kate Perry                | Australie                 | Specialized women's racing | 12 pts                    |
| 4e                        | Lucy Kennedy              | Australie                 | Mitchelton-Scott           | 8 pts                     |
| 5e                        | Justine Barrow            | Australie                 | RoxSolt Attaquer           | 8 pts                     |
| 6e                        | Jaime Gunning             | Australie                 | Specialized women's racing | 4 pts                     |
| 7e                        | Jorja Swain               | Nouvelle-Zélande          |                            | 4 pts                     |

#### Classement de la meilleure jeune
| Classement du meilleur jeune | Classement du meilleur jeune | Classement du meilleur jeune | Classement du meilleur jeune  | Classement du meilleur jeune |
| Coureuse                     | Coureuse                     | Pays                         | Équipe                        | Temps                        |
| ---------------------------- | ---------------------------- | ---------------------------- | ----------------------------- | ---------------------------- |
| 1re                          | Jaime Gunning                | Australie                    | Specialized women's racing    | 3 h 52 min 50 s              |
| 2e                           | Ella Harris                  | Nouvelle-Zélande             | Canyon-SRAM Racing            | + 28 s                       |
| 3e                           | Sarah Gigante                | Australie                    | Tibco-Silicon Valley Bank     | + 32 s                       |
| 4e                           | Andrea Ramírez               | Mexique                      | Agolico                       | + 52 s                       |
| 5e                           | Ruby Roseman-Gannon          | Australie                    | ARA-Pro Racing Sunshine Coast | + 3 min 29 s                 |
| 6e                           | Maaike Boogaard              | Pays-Bas                     | Alé BTC Ljubljana             | + 3 min 34 s                 |
| 7e                           | Jorja Swain                  | Nouvelle-Zélande             |                               | + 5 min 46 s                 |
| 8e                           | Anet Barrera                 | Mexique                      | Agolico                       | + 7 min 23 s                 |
| 9e                           | Jenna Merrick                | Nouvelle-Zélande             | Doltcini-Van Eyck-Proximus    | + 8 min 05 s                 |
| 10e                          | Jessica Roberts              | Royaume-Uni                  | Mitchelton-Scott              | + 10 min 38 s                |

## Évolution des classements
| Étape              |                    | Vainqueur _    | Classement général | Classement par points | Meilleure jeune     | Super-combative | Meilleure équipe _         |
| ------------------ | ------------------ | -------------- | ------------------ | --------------------- | ------------------- | --------------- | -------------------------- |
| 1re étape          | étape de plaine    | Arlenis Sierra | Arlenis Sierra     | Arlenis Sierra        | Ruby Roseman-Gannon | Nina Kessler    | Specialized Women's Racing |
| 2e étape           | étape de montagne  | Ella Harris    | Lucy Kennedy       | Arlenis Sierra        | Jaime Gunning       | non attribué    | Agolico                    |
| Classements finals | Classements finals |                | Lucy Kennedy       | Arlenis Sierra        | Jaime Gunning       | non attribué    | Agolico                    |

## Liste des participantes
| Mitchelton-Scott MTS | Mitchelton-Scott MTS  | Mitchelton-Scott MTS |
| -------------------- | --------------------- | -------------------- |
| Num                  | Coureuse              | Pos                  |
| 1                    | Lucy Kennedy (AUS)    | 1re                  |
| 2                    | Sarah Roy (AUS)       | 35e                  |
| 5                    | Jessica Roberts (GBR) | 34e                  |
| 6                    | Gracie Elvin (AUS)    | 24e                  |

| Alé BTC Ljubljana ALE | Alé BTC Ljubljana ALE    | Alé BTC Ljubljana ALE |
| --------------------- | ------------------------ | --------------------- |
| Num                   | Coureuse                 | Pos                   |
| 11                    | Maaike Boogaard (NED)    | 15e                   |
| 13                    | Anastasia Chursina (RUS) | 7e                    |
| 14                    | Jutatip Maneephan (THA)  | AB                    |
| 16                    | Anna Trevisi (ITA)       | AB                    |

| Tibco-Silicon Valley Bank TIB | Tibco-Silicon Valley Bank TIB | Tibco-Silicon Valley Bank TIB |
| ----------------------------- | ----------------------------- | ----------------------------- |
| Num                           | Coureuse                      | Pos                           |
| 21                            | Lauren Stephens (USA)         | 13e                           |
| 22                            | Erica Clevenger (USA)         | AB                            |
| 23                            | Sarah Gigante (AUS)           | 5e                            |
| 24                            | Jenelle Crooks (AUS)          | AB                            |
| 25                            | Sharlotte Lucas (NZL)         | 51e                           |
| 26                            | Nina Kessler (NED)            | AB                            |

| Astana Women's Team ASA | Astana Women's Team ASA | Astana Women's Team ASA |
| ----------------------- | ----------------------- | ----------------------- |
| Num                     | Coureuse                | Pos                     |
| 31                      | Maryna Ivaniuk (UKR)    | 28e                     |
| 32                      | Francesca Pattaro (ITA) | AB                      |
| 33                      | Katia Ragusa (ITA)      | 11e                     |
| 35                      | Arlenis Sierra (CUB)    | 3e                      |

| Agolico AGO | Agolico AGO             | Agolico AGO |
| ----------- | ----------------------- | ----------- |
| Num         | Coureuse                | Pos         |
| 51          | Denisse Ahumada (CHI)   | 23e         |
| 52          | Anet Barrera (MEX)      | 29e         |
| 53          | Andrea Ramírez (MEX)    | 6e          |
| 54          | Ariadna Gutiérrez (MEX) | 10e         |
| 55          | Jennifer Morales (CRC)  | 26e         |
| 56          | Marcela Prieto (MEX)    | 20e         |

| Australie AUS | Australie AUS      | Australie AUS |
| ------------- | ------------------ | ------------- |
| Num           | Coureuse           | Pos           |
| 61            | Jess Pratt         | 17e           |
| 62            | Josie Talbot       | 44e           |
| 63            | Georgia Whitehouse | 31e           |
| 64            | Chloe Moran        | AB            |
| 65            | Francesca Sewell   | AB            |
| 66            | Catelyn Turner     | 49e           |

| Nouvelle-Zélande NZL | Nouvelle-Zélande NZL | Nouvelle-Zélande NZL |
| -------------------- | -------------------- | -------------------- |
| Num                  | Coureuse             | Pos                  |
| 71                   | Ella Harris          | 4e                   |
| 72                   | Hannah Bartram       | 46e                  |
| 73                   | Jenna Merrick        | 30e                  |
| 74                   | Jorja Swain          | 25e                  |
| 75                   | Samara Sheppard      | 9e                   |
| 76                   | Stella Nightingale   | AB                   |

| RoxSolt Attaquer RXS | RoxSolt Attaquer RXS  | RoxSolt Attaquer RXS |
| -------------------- | --------------------- | -------------------- |
| Num                  | Coureuse              | Pos                  |
| 81                   | Justine Barrow (AUS)  | 8e                   |
| 82                   | Peta Mullens (AUS)    | 22e                  |
| 83                   | Emily Herfoss (AUS)   | 18e                  |
| 84                   | Bree Wilson (AUS)     | 12e                  |
| 85                   | Emma Chilton (AUS)    | AB                   |
| 86                   | Madeline Wright (AUS) | 32e                  |

| Specialized women's racing ___ | Specialized women's racing ___ | Specialized women's racing ___ |
| ------------------------------ | ------------------------------ | ------------------------------ |
| Num                            | Coureuse                       | Pos                            |
| 91                             | Jaime Gunning (AUS)            | 2e                             |
| 92                             | Kate Perry (AUS)               | 38e                            |
| 93                             | Holly Harris (AUS)             | 21e                            |

| Sans équipe ___ | Sans équipe ___     | Sans équipe ___ |
| --------------- | ------------------- | --------------- |
| Num             | Coureuse            | Pos             |
| 94              | Taryn Heather (AUS) | 16e             |

| Specialized women's racing ___ | Specialized women's racing ___ | Specialized women's racing ___ |
| ------------------------------ | ------------------------------ | ------------------------------ |
| Num                            | Coureuse                       | Pos                            |
| 95                             | Ella Bloor (AUS)               | AB                             |
| 96                             | Matilda Raynolds (AUS)         | 36e                            |

| Sydney University ___ | Sydney University ___   | Sydney University ___ |
| --------------------- | ----------------------- | --------------------- |
| Num                   | Coureuse                | Pos                   |
| 102                   | Gina Ricardo (AUS)      | 41e                   |
| 103                   | Georgia Miansarow (AUS) | 39e                   |
| 104                   | Jennifer Darmody (AUS)  | 50e                   |
| 105                   | Amy Vesty (AUS)         | AB                    |
| 106                   | Emma Pratt (AUS)        | AB                    |

| ARA-Pro Racing Sunshine Coast ARA | ARA-Pro Racing Sunshine Coast ARA | ARA-Pro Racing Sunshine Coast ARA |
| --------------------------------- | --------------------------------- | --------------------------------- |
| Num                               | Coureuse                          | Pos                               |
| 111                               | Sophie Edwards (AUS)              | 37e                               |
| 113                               | Anya Louw (AUS)                   | AB                                |
| 114                               | Alexandra Martin-Wallace (AUS)    | AB                                |
| 115                               | Ruby Roseman-Gannon (AUS)         | 14e                               |

| Stepfwd it Suzuki ___ | Stepfwd it Suzuki ___ | Stepfwd it Suzuki ___ |
| --------------------- | --------------------- | --------------------- |
| Num                   | Coureuse              | Pos                   |
| 121                   | Bre Vine (AUS)        | 45e                   |
| 122                   | Pia Smith (AUS)       | 55e                   |
| 123                   | Amalia Langham (AUS)  | AB                    |
| 124                   | Sharni Morley (AUS)   | AB                    |
| 125                   | Alana Forster (AUS)   | 40e                   |
| 126                   | Julia Atkins (AUS)    | 43e                   |

| Veris Racing ___ | Veris Racing ___            | Veris Racing ___ |
| ---------------- | --------------------------- | ---------------- |
| Num              | Coureuse                    | Pos              |
| 131              | Kirsty Deacon (AUS)         | 27e              |
| 132              | Deborah Hennessey (AUS)     | AB               |
| 133              | Kathryn Woolston (AUS)      | 54e              |
| 134              | Grace Brunton-Makeham (AUS) | 48e              |
| 135              | Nicole Mitsigeorgis (AUS)   | AB               |
| 136              | Lucie Fityus (AUS)          | 53e              |

| Velo Project Women's Cycling Team ___ | Velo Project Women's Cycling Team ___ | Velo Project Women's Cycling Team ___ |
| ------------------------------------- | ------------------------------------- | ------------------------------------- |
| Num                                   | Coureuse                              | Pos                                   |
| 141                                   | Elyse Fraser (NZL)                    | 33e                                   |
| 142                                   | Kirsty McCallum (NZL)                 | 19e                                   |
| 143                                   | Georgia Danford (AUS)                 | 42e                                   |
| 144                                   | Ally Wollaston (NZL)                  | 47e                                   |
| 145                                   | Rylee McMullen (NZL)                  | AB                                    |
| 146                                   | Annamarie Lipp (NZL)                  | 52e                                   |

| Mitchelton-Scott MTS | Mitchelton-Scott MTS  | Mitchelton-Scott MTS |
| -------------------- | --------------------- | -------------------- |
| Num                  | Coureuse              | Pos                  |
| 1                    | Lucy Kennedy (AUS)    | 1re                  |
| 2                    | Sarah Roy (AUS)       | 35e                  |
| 5                    | Jessica Roberts (GBR) | 34e                  |
| 6                    | Gracie Elvin (AUS)    | 24e                  |

| Alé BTC Ljubljana ALE | Alé BTC Ljubljana ALE    | Alé BTC Ljubljana ALE |
| --------------------- | ------------------------ | --------------------- |
| Num                   | Coureuse                 | Pos                   |
| 11                    | Maaike Boogaard (NED)    | 15e                   |
| 13                    | Anastasia Chursina (RUS) | 7e                    |
| 14                    | Jutatip Maneephan (THA)  | AB                    |
| 16                    | Anna Trevisi (ITA)       | AB                    |

| Tibco-Silicon Valley Bank TIB | Tibco-Silicon Valley Bank TIB | Tibco-Silicon Valley Bank TIB |
| ----------------------------- | ----------------------------- | ----------------------------- |
| Num                           | Coureuse                      | Pos                           |
| 21                            | Lauren Stephens (USA)         | 13e                           |
| 22                            | Erica Clevenger (USA)         | AB                            |
| 23                            | Sarah Gigante (AUS)           | 5e                            |
| 24                            | Jenelle Crooks (AUS)          | AB                            |
| 25                            | Sharlotte Lucas (NZL)         | 51e                           |
| 26                            | Nina Kessler (NED)            | AB                            |

| Astana Women's Team ASA | Astana Women's Team ASA | Astana Women's Team ASA |
| ----------------------- | ----------------------- | ----------------------- |
| Num                     | Coureuse                | Pos                     |
| 31                      | Maryna Ivaniuk (UKR)    | 28e                     |
| 32                      | Francesca Pattaro (ITA) | AB                      |
| 33                      | Katia Ragusa (ITA)      | 11e                     |
| 35                      | Arlenis Sierra (CUB)    | 3e                      |

| Agolico AGO | Agolico AGO             | Agolico AGO |
| ----------- | ----------------------- | ----------- |
| Num         | Coureuse                | Pos         |
| 51          | Denisse Ahumada (CHI)   | 23e         |
| 52          | Anet Barrera (MEX)      | 29e         |
| 53          | Andrea Ramírez (MEX)    | 6e          |
| 54          | Ariadna Gutiérrez (MEX) | 10e         |
| 55          | Jennifer Morales (CRC)  | 26e         |
| 56          | Marcela Prieto (MEX)    | 20e         |

| Australie AUS | Australie AUS      | Australie AUS |
| ------------- | ------------------ | ------------- |
| Num           | Coureuse           | Pos           |
| 61            | Jess Pratt         | 17e           |
| 62            | Josie Talbot       | 44e           |
| 63            | Georgia Whitehouse | 31e           |
| 64            | Chloe Moran        | AB            |
| 65            | Francesca Sewell   | AB            |
| 66            | Catelyn Turner     | 49e           |

| Nouvelle-Zélande NZL | Nouvelle-Zélande NZL | Nouvelle-Zélande NZL |
| -------------------- | -------------------- | -------------------- |
| Num                  | Coureuse             | Pos                  |
| 71                   | Ella Harris          | 4e                   |
| 72                   | Hannah Bartram       | 46e                  |
| 73                   | Jenna Merrick        | 30e                  |
| 74                   | Jorja Swain          | 25e                  |
| 75                   | Samara Sheppard      | 9e                   |
| 76                   | Stella Nightingale   | AB                   |

| RoxSolt Attaquer RXS | RoxSolt Attaquer RXS  | RoxSolt Attaquer RXS |
| -------------------- | --------------------- | -------------------- |
| Num                  | Coureuse              | Pos                  |
| 81                   | Justine Barrow (AUS)  | 8e                   |
| 82                   | Peta Mullens (AUS)    | 22e                  |
| 83                   | Emily Herfoss (AUS)   | 18e                  |
| 84                   | Bree Wilson (AUS)     | 12e                  |
| 85                   | Emma Chilton (AUS)    | AB                   |
| 86                   | Madeline Wright (AUS) | 32e                  |

| Specialized women's racing ___ | Specialized women's racing ___ | Specialized women's racing ___ |
| ------------------------------ | ------------------------------ | ------------------------------ |
| Num                            | Coureuse                       | Pos                            |
| 91                             | Jaime Gunning (AUS)            | 2e                             |
| 92                             | Kate Perry (AUS)               | 38e                            |
| 93                             | Holly Harris (AUS)             | 21e                            |

| Sans équipe ___ | Sans équipe ___     | Sans équipe ___ |
| --------------- | ------------------- | --------------- |
| Num             | Coureuse            | Pos             |
| 94              | Taryn Heather (AUS) | 16e             |

| Specialized women's racing ___ | Specialized women's racing ___ | Specialized women's racing ___ |
| ------------------------------ | ------------------------------ | ------------------------------ |
| Num                            | Coureuse                       | Pos                            |
| 95                             | Ella Bloor (AUS)               | AB                             |
| 96                             | Matilda Raynolds (AUS)         | 36e                            |

| Sydney University ___ | Sydney University ___   | Sydney University ___ |
| --------------------- | ----------------------- | --------------------- |
| Num                   | Coureuse                | Pos                   |
| 102                   | Gina Ricardo (AUS)      | 41e                   |
| 103                   | Georgia Miansarow (AUS) | 39e                   |
| 104                   | Jennifer Darmody (AUS)  | 50e                   |
| 105                   | Amy Vesty (AUS)         | AB                    |
| 106                   | Emma Pratt (AUS)        | AB                    |

| ARA-Pro Racing Sunshine Coast ARA | ARA-Pro Racing Sunshine Coast ARA | ARA-Pro Racing Sunshine Coast ARA |
| --------------------------------- | --------------------------------- | --------------------------------- |
| Num                               | Coureuse                          | Pos                               |
| 111                               | Sophie Edwards (AUS)              | 37e                               |
| 113                               | Anya Louw (AUS)                   | AB                                |
| 114                               | Alexandra Martin-Wallace (AUS)    | AB                                |
| 115                               | Ruby Roseman-Gannon (AUS)         | 14e                               |

| Stepfwd it Suzuki ___ | Stepfwd it Suzuki ___ | Stepfwd it Suzuki ___ |
| --------------------- | --------------------- | --------------------- |
| Num                   | Coureuse              | Pos                   |
| 121                   | Bre Vine (AUS)        | 45e                   |
| 122                   | Pia Smith (AUS)       | 55e                   |
| 123                   | Amalia Langham (AUS)  | AB                    |
| 124                   | Sharni Morley (AUS)   | AB                    |
| 125                   | Alana Forster (AUS)   | 40e                   |
| 126                   | Julia Atkins (AUS)    | 43e                   |

| Veris Racing ___ | Veris Racing ___            | Veris Racing ___ |
| ---------------- | --------------------------- | ---------------- |
| Num              | Coureuse                    | Pos              |
| 131              | Kirsty Deacon (AUS)         | 27e              |
| 132              | Deborah Hennessey (AUS)     | AB               |
| 133              | Kathryn Woolston (AUS)      | 54e              |
| 134              | Grace Brunton-Makeham (AUS) | 48e              |
| 135              | Nicole Mitsigeorgis (AUS)   | AB               |
| 136              | Lucie Fityus (AUS)          | 53e              |

| Velo Project Women's Cycling Team ___ | Velo Project Women's Cycling Team ___ | Velo Project Women's Cycling Team ___ |
| ------------------------------------- | ------------------------------------- | ------------------------------------- |
| Num                                   | Coureuse                              | Pos                                   |
| 141                                   | Elyse Fraser (NZL)                    | 33e                                   |
| 142                                   | Kirsty McCallum (NZL)                 | 19e                                   |
| 143                                   | Georgia Danford (AUS)                 | 42e                                   |
| 144                                   | Ally Wollaston (NZL)                  | 47e                                   |
| 145                                   | Rylee McMullen (NZL)                  | AB                                    |
| 146                                   | Annamarie Lipp (NZL)                  | 52e                                   |